# Wieronika Stiepanowa
Wieronika Siergiejewna Stiepanowa (ros. Вероника Сергеевна Степанова, ur. 4 stycznia 2001 w Jelizowie) – rosyjska biegaczka narciarska, złota medalistka olimpijska i trzykrotna medalistka mistrzostw świata juniorów.

## Kariera
Po raz pierwszy na arenie międzynarodowej pojawiła się 21 listopada 2017 roku, podczas zawodów Pucharu Kontynentalnego "Eastern Europe Cup" w rosyjskiej miejscowości Wierszyna Tioi, gdzie uplasowała się na 96. pozycji w sprincie stylem dowolnym. W 2019 roku wystąpiła na mistrzostwach świata juniorów w Lahti, zajmując dziewiąte miejsce w biegu na 5 km stylem dowolnym i drugie miejsce w sztafecie. Podczas rozgrywanych dwa lata później mistrzostw świata juniorów w Vuokatti zwyciężyła w biegu na 5 km stylem dowolnym, a w sztafecie była druga. Ponadto na mistrzostwach świata młodzieżowców w Lygna uplasowała się na trzeciej pozycji w biegu na 10 km stylem klasycznym.
W Pucharze Świata zadebiutowała 13 marca 2021 roku w Engadynie, gdzie w biegu na 10 km klasykiem zajęła 40. miejsce. Pierwsze pucharowe punkty wywalczyła dzień później, kiedy w biegu na 30 km stylem dowolnym uplasowała się na 27. pozycji. Pierwszy raz w czołowej dziesiątce znalazła się 12 grudnia 2021 roku w Davos, zajmując 10. miejsce w biegu na 10 km stylem dowolnym.
Na igrzyskach olimpijskich w Pekinie w 2022 roku razem z Juliją Stupak, Natalją Niepriajewą i Tatjaną Soriną zwyciężyła w sztafecie. Zajęła tam również siódme miejsce w sprincie stylem dowolnym.

## Osiągnięcia

### Igrzyska olimpijskie
| Miejsce | Dzień     | Rok  | Miejscowość | Konkurencja            | Czas biegu | Strata | Zwyciężczyni   |
| ------- | --------- | ---- | ----------- | ---------------------- | ---------- | ------ | -------------- |
| 7.      | 8 lutego  | 2022 | Zhangjiakou | Sprint stylem dowolnym | 3:09,68    | -      | Jonna Sundling |
| 1.      | 12 lutego | 2022 | Zhangjiakou | bieg sztafetowy 4×5 km | 53:41,0    | -      | -              |

### Mistrzostwa świata młodzieżowców (do lat 23)
| Miejsce | Dzień     | Rok  | Miejscowość | Konkurencja             | Czas biegu | Strata | Zwyciężczyni |
| ------- | --------- | ---- | ----------- | ----------------------- | ---------- | ------ | ------------ |
| 3.      | 24 lutego | 2022 | Lygna       | 10 km stylem klasycznym | 29:59,8    | +13,1  | Anja Weber   |

### Mistrzostwa świata juniorów
| Miejsce | Dzień       | Rok  | Miejscowość    | Konkurencja                          | Czas biegu | Strata  | Zwyciężczyni            |
| ------- | ----------- | ---- | -------------- | ------------------------------------ | ---------- | ------- | ----------------------- |
| 9.      | 22 stycznia | 2019 | Lahti          | 5 km stylem dowolnym                 | 12:50,6    | +43,3   | Frida Karlsson          |
| 2.      | 22 stycznia | 2019 | Lahti          | bieg sztafetowy 4×3,3 km             | 35:24,7    | +1,0    | Norwegia                |
| 12.     | 29 lutego   | 2020 | Oberwiesenthal | Sprint stylem dowolnym               | 2:33,41    | -       | Louise Lindström        |
| 9.      | 2 marca     | 2020 | Oberwiesenthal | 5 km stylem klasycznym               | 13:49,1    | +40,9   | Helene Marie Fossesholm |
| 20.     | 4 marca     | 2020 | Oberwiesenthal | 15 km stylem dowolnym (start masowy) | 35:55,6    | +2:18,2 | Helene Marie Fossesholm |
| 5.      | 6 marca     | 2020 | Oberwiesenthal | bieg sztafetowy 4×3,3 km             | 35:08,6    | +51,1   | Szwajcaria              |
| 4.      | 9 lutego    | 2021 | Vuokatti       | Sprint stylem klasycznym             | 2:33,24    | +6,87   | Monika Skinder          |
| 1.      | 12 lutego   | 2021 | Vuokatti       | 5 km stylem dowolnym                 | 13:44,3    | -       | -                       |
| 2.      | 13 lutego   | 2021 | Vuokatti       | bieg sztafetowy 4×3,3 km             | 37:50,5    | +0,3    | Szwecja                 |

### Puchar Świata

#### Miejsca w klasyfikacji generalnej
| Sezon     | Miejsce |
| --------- | ------- |
| 2020/2021 | 117.    |
| 2021/2022 | 60.     |

#### Miejsca na podium w etapach chronologicznie
Stiepanowa nie stanęła na podium indywidualnych zawodów PŚ.